# Голяткіно
Голя́ткіно (рос. Голяткино) — село у складі Петровськ-Забайкальського району Забайкальського краю, Росія. Входить до складу Балягинського сільського поселення.

## Історія
Утворено 2013 року з частини селища міського типу Баляга.